# Maruja Bustamante
Maruja Bustamante, sinh năm 1978 tại Buenos Aires, là một nữ diễn viên truyền hình, điện ảnh, kịch nghệ, nhà viết kịch và cuộc sống ở Buenos Aires.

## Tiểu sử
Maruja Bustamante được đào tạo như một nữ diễn viên với Helena Tritek và là trợ lý của cô ở giai đoạn đầu tiên Venecia của Jorge Accame vào năm 1998. Từ năm 2001, cô ra mắt vở kịch đầu tiên với vai chính, Esteban Meloni và Sebastián Mogordoy "Fronterizos" (2001) tại Teatro Por la Identidad.
Cô tốt nghiệp từ sự nghiệp viết kịch của Metropolitan School of Dramatic Arts ở Buenos Aires. Cô là một phần của chương trình Royal Court cho các tác giả Mỹ Latinh.
Trong năm 2008, cô là một phần của chương trình Panorama Work In Progress với vở kịch của cô Adela is hunting ducks (tiêu đề gốc: Adela está cazando patos) nhận giải thưởng Tác giả xuất sắc nhất của tác giả Trinidad Guevara (2009) và Thiết kế trang phục xuất sắc nhất (2009). Cũng được trang trí với Award of Stimulus María Guerrero Award (2009), Best Photography và giải thưởng Municipal Playwriting Award of the City of Buenos Aires (2009–2016). Năm 2010, cô ra mắt Paraná Porá, được ca ngợi bởi các nhà phê bình và học viện, một tác phẩm được viết bằng tiếng Tây Ban Nha và Guarani. Tác phẩm này đã giành được giải thưởng của cô như Giải thưởng Trinidad Guevara, và các giải thưởng trong các liên hoan nhà hát quốc gia và quốc tế ở Argentina, Costa Rica và Tây Ban Nha.
Cô đã viết và đạo diễn câu chuyện nhiều tập The Legend of Lis Chi (2013) trong nhà hát 25 de Mayo (Villa Urquiza) một phần của Complejo Cultural San Martin, đồng viết với Gael Policano Rossi. Công việc nhà viết kịch của bà đã được tái hợp với cuốn sách Hija Boba (Blatt & Río, 2014) 
.

## Đóng phim
Nữ diễn viên
- 2017: Mama se fue de casa
- 2016: That's Not Cheating

## Nhà hát
| Teatro | Teatro                                 | Teatro             | Teatro            |
| Năm    | Tựa đề                                 | Vai trò            | Tác giả           |
| ------ | -------------------------------------- | ------------------ | ----------------- |
| 2007   | No me iré sin Mirtha                   | Tác giả / Giám đốc | Maruja Bustamante |
| 2008   | Adela está cazando patos               | Tác giả / Giám đốc | Maruja Bustamante |
| 2008   | Mayoría                                | Tác giả / Giám đốc | Maruja Bustamante |
| 2009   | Nena no robarás                        | Giám đốc           | Dani Umpi         |
| 2010   | Paraná Porá                            | Tác giả / Giám đốc | Maruja Bustamante |
| 2011   | La Reina del Maíz                      | Giám đốc           | Damian Bojorque   |
| 2012   | Trabajo para lobos                     | Tác giả / Giám đốc | Maruja Bustamante |
| 2013   | Dios tenía algo guardado para nosotros | Tác giả / Giám đốc | Maruja Bustamante |
| 2014   | Maruja enamorada                       | Nữ diễn viên       | Vivi Tellas       |